# Празеодимгексазолото
Празеодимгексазолото — бинарное неорганическое соединение,
празеодима и золота
с формулой Au6Pr,
кристаллы.

## Получение
- Сплавление стехиометрических количеств чистых веществ:

{\displaystyle {\mathsf {Pr+6Au\ {\xrightarrow {900^{o}C}}\ Au_{6}Pr}}}

## Физические свойства
Празеодимгексазолото образует кристаллы
моноклинной сингонии,
пространственная группа C 2/c,
параметры ячейки a = 0,7765 нм, b = 0,7745 нм, c = 0,9076 нм, β = 100,3°, Z = 4
.
Соединение образуется по перитектической реакции при температуре 900°С .